# 瓦卡蒂普湖
45°3′S 168°30′E / 45.050°S 168.500°E

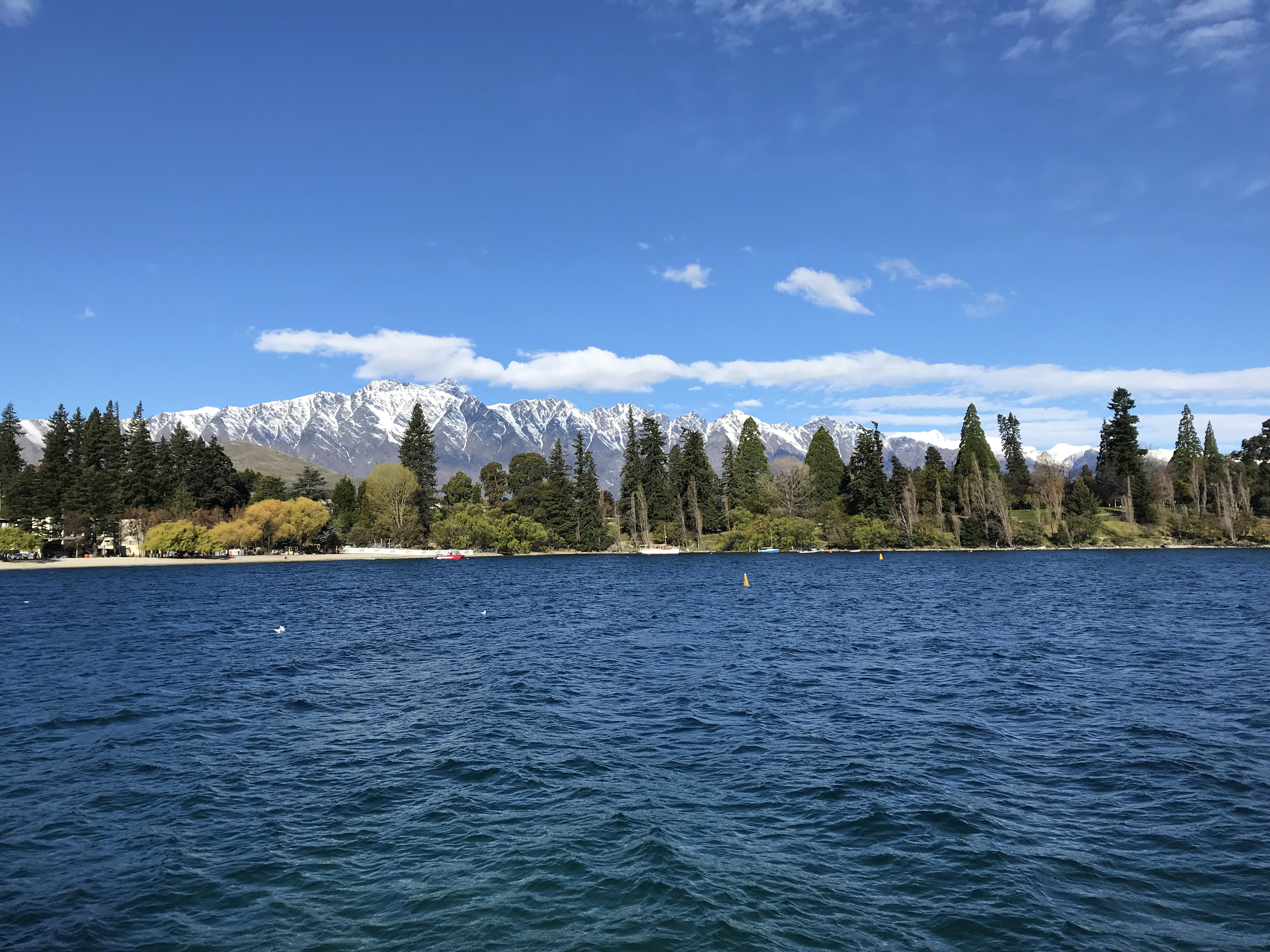

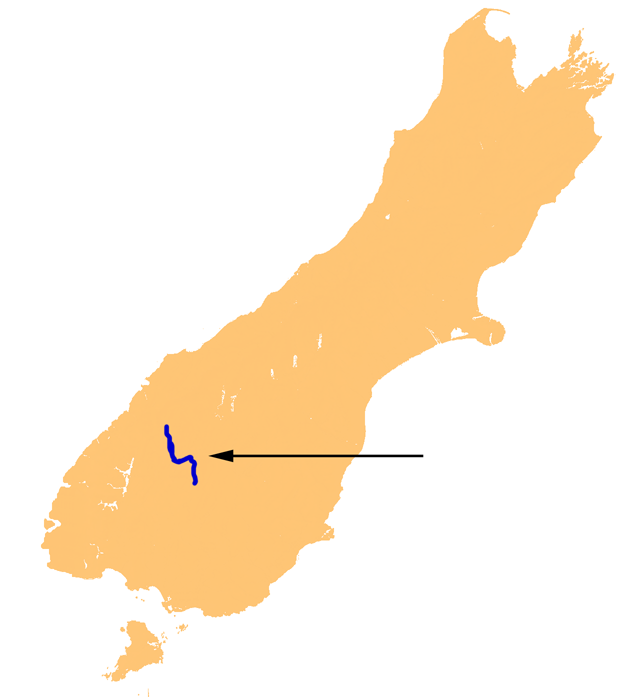

瓦卡蒂普湖是新西蘭的湖泊，位於南島的奧塔哥大區西南部，長80公里，面積291平方公里，是該國第三大湖泊，海拔高度310米，平均水深230米，最大水深420米。

## 外部連結
- Lake Wakatipu （页面存档备份，存于）